# Oberrheinischer Revolutionär
Als Oberrheinischer Revolutionär (auch verkürzt zu Oberrheiner)  wird seit der Entdeckung von Herman Haupt der Autor einer anonymen Reformschrift aus dem Oberrheingebiet bezeichnet (publiziert 1893), die einleitend vom Autor selbst als buchli der hundert capiteln mit vierzig statuten bezeichnet wird. Sie ist wohl im Wesentlichen im ersten Jahrzehnt des 16. Jahrhunderts entstanden und ungefähr 1509/10 abgeschlossen worden.
Die teilweise chiliastisch geprägte Schrift verhandelt, ähnlich wie die Reformatio Sigismundi, die sozialen und politischen Fragen ihrer Zeit: Die Diskrepanz zwischen Rechtspraxis und -theorie, der klerikale Fiskalismus und der Verfall der kaiserlichen Gewalt sind einige Themen des Verfassers. Diese Gegenwartskritik leitet der Oberrheinische Revolutionär v. a. aus reformbiblizistischen Annahmen ab.
Als Grundlage seiner an Maximilian I. gestellten (Reform-)Forderungen dient dem Autor das historiographische Konstrukt eines deutschen Urreichs, das durch die absolute Anwendung des göttlichen Rechts Idealstaatlichkeit erreicht hatte. An diesem gelte es sich zu orientieren.
In der Forschungsliteratur wird das buchli, von dem sich nur eine Abschrift in Colmar erhalten hat, manchmal als Beleg für die Utopiefähigkeit des Mittelalters aufgeführt (u. a. von Seibt).
Klaus Lauterbach, der die Neuedition des Pamphlets für die MGH erstellt hat, schlägt Mathias Wurm von Geudertheim, Sekretär Friedrichs III. und Maximilians I., als Verfasser vor, wogegen Volkhard Huth Dr. Jakob Merswin aus Straßburg als Autor identifiziert.

### Editionen
- Klaus H. Lauterbach (Hrsg.): Der Oberrheinische Revolutionär (Das buchli der hundert capiteln mit xxxx statuten). MGH, Scriptores 10, Staatsschriften des späteren Mittelalters 7, Stuttgart 2009, ISBN 978-3-7752-0307-4 (dMGH) (Besprechung von Klaus Graf).
- Annelore Franke (Hrsg.): Das Buch der hundert Kapitel und der vierzig Statuten des sogenannten O. R.s (= Leipziger Übersetzungen und Abhandlungen zum Mittelalter. Bd. 4). VEB Deutscher Verlag der Wissenschaften, Berlin 1967.

### Sekundärliteratur
- Jürgen Bücking: Der "Oberrheinische Revolutionär" heisst Conrad Strützel, seines Zeichen kgl. Hofkanzler, in: Archiv für Kulturgeschichte 56 (1974), S. 177–197.
- Norman Cohn: The Pursuit of the Millennium: Revolutionary Millenarians and Mystical Anarchists of the Middle Ages. Aus dem Englischen von Francke: Das Ringen um das Tausendjährige Reich. Revolutionärer Messianismus im Mittelalter und sein Fortleben in den modernen totalitären Bewegungen. Bern 1961. S. 107–117. Weitere veränd. Neuauflagen unter je anderen dt. Titeln: ISBN 3-499-55472-0 (1988) ISBN 3-451-04638-5 (1998) ISBN 3-86756-032-3 (2007).
- Alfred Doren: Wunschräume und Wunschzeiten. In: Fritz Saxl (Hrsg.): Vorträge der Bibliothek Warburg 1924–1925. Leipzig, Berlin 1927, S. 158–205.
- Sebastian Dümling: Träume der Einfachheit. Gesellschaftsbeobachtungen in den Reformschriften des 15. Jahrhunderts. Historische Studien, 511. Husum 2017, ISBN 978-3786815112.
- Johannes Grabmayer: Der „Oberrheinische Revolutionär“, ein rechtskundiger Anonymus des ausgehenden 15. Jahrhunderts. Diplomarbeit Univ. Klagenfurt 1982 (nicht eingesehen).
- Hermann Haupt: Ein Oberrheinischer Revolutionär aus dem Zeitalter Kaiser Maximilians I. In: Westdeutsche Zeitschrift für Geschichte und Kunst. Ergänzungsheft 8, 1893 (ULB Düsseldorf).
- Volkhard Huth: Der „Oberrheinische Revolutionär“. Freigelegte Lebensspuren und Wirkungsfelder eines „theokratischen Terroristen“ im Umfeld Kaiser Maximilians I. In: Zeitschrift für die Geschichte des Oberrheins 157 (2009), S. 79–100.
- Hermann Kopf: War Kanzler Konrad Stürzel der „Oberrheinische Revolutionär“? In: Zeitschrift des Breisgau-Geschichtsvereins. Schau-ins-Land. Band 97, 1978, S. 29–38. UB Freiburg
- Erich Kraft: Reformschrift und Reichsreform. Diss. Darmstadt 1982.
- Klaus H. Lauterbach: Geschichtsverständnis, Zeitdidaxe und Reformgedanke an der Wende zum sechzehnten Jahrhundert. Das oberrheinische „Buchli der hundert Capiteln“ im Kontext des spätmittelalterlichen Reformbiblizismus. (= Forschungen zur oberrheinischen Landesgeschichte. Bd. 33), Freiburg und München 1985 (Rezension von Klaus Graf).
- derselbe: Oberrheinischer Revolutionär. In: Lexikon des Mittelalters. 10 Bände, Metzler, Stuttgart 1977–1999.
- derselbe: Der „Oberrheinische Revolutionär“ und Mathias Wurm von Geudertheim. Neue Untersuchungen zur Verfasserfrage. In: Deutsches Archiv für Erforschung des Mittelalters 45 (1989), S. 109–172 (DigiZeitschriften).
- derselbe: Der Oberrheinische Revolutionär und Jakob Merswin. Einige Anmerkungen zur neuesten Verfasserthese. In: Zeitschrift für die Geschichte des Oberrheins 160. 2012, S. 183–223.
- Ferdinand Seibt: Utopien im Mittelalter. In: Historische Zeitschrift 208. 1969, S. 555–594.
- Tilman Struve: Oberrheinischer Revolutionär. In: Die deutsche Literatur des Mittelalters. Verfasserlexikon, 2. Aufl. 7, 1989, Sp. 8–11.